# Después de Lucía
Después de Lucía és una pel·lícula mexicana del gènere drama dirigida per Michel Franco i distribuïda per Televisa. Va rebre, al maig de 2012, el premi corresponent a la secció Un Certain Regard del 65è Festival Internacional de Cinema de Canes (2012), i un esment especial en el cicle "Horitzons Llatins" en el Festival Internacional de Cinema de Sant Sebastià. Es va exhibir, perquè la seva candidatura als Premis Óscar i als Premis Goya pogués ser elegible, en algunes ciutats de Mèxic; després, del 15 al 18 d'octubre de 2012, es va exhibir (preestrena) en funcions gratuïtes en algunes sales cinematogràfiques de la cadena Cinépolis a la Ciutat de Mèxic; la seva estrena oficial a Mèxic va tenir lloc el divendres 19 d'octubre del 2012, i va ser seleccionada per l'Acadèmia Mexicana d'Arts i Ciències Cinematogràfiques (AMACC) per aconseguir una nominació als Premis Oscar i als Premis Goya en les categories Millor Pel·lícula en Llengua Estrangera i Millor Pel·lícula Iberoamericana, respectivament.

## Argument
La història descriu la relació entre Roberto (Hernán Mendoza) i la seva filla Alejandra, de 17 anys (Tessa Ia). Roberto està deprimit després d'haver perdut a la seva esposa en un accident automobilístic i decideix sortir de Puerto Vallarta i anar-se a viure a la Ciutat de Mèxic. Alejandra tracta d'ajudar-ho, però sorgeix una situació molt difícil per a ella a l'escola a la qual arriba: comença a ser víctima de bullying (assetjament escolar) i de fustigació per part dels seus nous companys. Decideix "prendre el lloc de la seva mare i no dir res sobre la seva situació, per a protegir al seu papà."

## Direcció
L'opera prima de Michel Franco, director d'aquesta cinta, va ser Daniel y Ana, sobre dos germans segrestats. La seva intenció, en dirigir Después de Lucía, no va ser del tot fer veure la violència escolar, sinó entendre l'origen del problema. Per a això, va entrevistar molts adolescents de tots dos sexes que han viscut aquest tipus de situacions, tant del costat dels qui són o han estat molestats com del dels qui molesten o han molestat.

## Repartiment
Segons la pàgina sobre la pel·lícula en IMDb, el repartiment va incloure a:
- Tessa Ia (Alejandra)
- Hernán Mendoza (Roberto)
- Gonzalo Vega Sisto (José)
- Tamara Yazbek ((Camila)
- Paloma Cervantes (Irene)
- Juan Carlos Barranco (Manuel)
- Francisco Rueda (Javier)
- Diego Canales (Diego)

### El paper protagonista: Tessa Ia
El paper protagonista de la pel·lícula el té Tessa Ia, qui representa a Alejandra, la noia que és víctima d'assetjament escolar. Filla de l'actriu mexicana Nailea Norvind i germana de l'actriu Camila Sodi, Tessa Ia va actuar prèviament en la pel·lícula mexicana Fuego, dirigida per Guillermo Arriaga Jordán, i breument en la telenovel·la Rebelde.

### Sobre Hernán Mendoza
Hernán Mendoza, qui actua en el paper de Roberto, el pare d'Alejandra, ha treballat per a la televisió (Amor cautivo) i a pel·lícules com Espérame en otro mundo i Caja negra.

## Representació del cinema mexicà (Premis Óscar i Premis Goya)
La cinta va guanyar la representativitat del cinema mexicà davant l'Acadèmia d'Arts i Ciències Cinematogràfiques dels Estats Units i davant l'Acadèmia de Cinema d'Espanya després d'haver estat inscrita per a això al costat d'altres pel·lícules mexicanes: Aquí entre nos, de Patricia Martínez de Velasco; Colosio: El asesinato, de Carlos Bolado; El lugar más pequeño, de Tatiana Huezo; El fantástico mundo de Juan Orol, de Sebastián del Amo, Pastorela, de Emilio Portes, i Post Tenebras Lux, de Carlos Reygadas.

## Premis
| Premi                                         | Categoria                                                     | Resultat   |
| --------------------------------------------- | ------------------------------------------------------------- | ---------- |
| 65è Festival Internacional de Cinema de Canes | Premi a la Millor Pel·lícula en la Secció "Un Certain Regard" | Guanyadora |
| Chicago International Film Festival           | Silver Hugo Special Jury Prize                                | Guanyadora |

## Detalls tècnics i dades sobre la filmació i la producció
La pel·lícula es va filmar de manera seqüencial, seguint la cronologia de la història. El seu elenc inclou a actors no professionals. Molts dels actors que representen als agressors són, en la vida real, amics del director.

## Opinions internacionals sobre la pel·lícula i la seva premiación
| «                                                    | «La raó per la qual vinc a Canes i accepto ser jurat és per a descobrir coses extraordinàries, i aquesta pel·lícula ho té tot. La premiem per l'acompliment dels seus actors, tècnica, guió i visió.» | » |
| — Tim Roth, director del jurat al Festival de Canes. | |   |

## El acoso escolar (bullying) en el cine
Otras películas abordan, directa o indirectamente, el tema del acoso escolar, sobre todo:
- Carrie (EU, 1976), dir. Brian de Palma
- A Christmas Story (Canadà-EU, 1983), dir. Bob Clark
- Karate Kid (Eu, 1984), dir. John G. Avildsen
- Back to the Future (EU, 1985), dir. Robert Zemeckis
- Bang Bang You're Dead (Canadà-EU, 2002), dir. Guy Ferland
- Mean Girls (EU, 2004), dir. Mark Waters[18]
- Klass (pel·lícula de 2007) (Estònia, 2007), dir. Ilmar Raag
- Gran Torino (EU, 2008), dir. Clint Eastwood
- Deixa'm entrar (Suècia, 2008), dir. Tomas Alfredson
- Bully (originalment The Bully Project (EU, 2011), dir. Lee Hirsch
- Proyecto Bullying (EC, 2018), dir. Felipe Irigoyen i Andrés Garofalo